# Białowieża (województwo świętokrzyskie)
Białowieża – wieś w Polsce położona w województwie świętokrzyskim, w powiecie jędrzejowskim, w gminie Sędziszów.
| SIMC    | Nazwa   | Rodzaj    |
| ------- | ------- | --------- |
| 0266809 | Opoczka | część wsi |

W latach 1975–1998 miejscowość administracyjnie należała do województwa kieleckiego.